# Compton Abdale
Compton Abdale – wieś w Anglii, w hrabstwie Gloucestershire. Leży 24 km na wschód od miasta Gloucester i 129 km na zachód od Londynu.